# Conophytum carpianum
Conophytum carpianum är en isörtsväxtart som beskrevs av L. Bol.. Conophytum carpianum ingår i släktet Conophytum, och familjen isörtsväxter. Inga underarter finns listade i Catalogue of Life.